# Villa romana di Newport
La villa romana di Newport è una villa con fattoria di epoca romana ubicata nei pressi di Newport, sull'isola di Wight.

## Storia
La casa fu costruita intorno al 280 ed apparteneva probabilmente ad una ricca famiglia. Non si conosce il motivo per cui la villa venne abbandonata: probabilmente ciò avvenne intorno alla metà del IV secolo, quando anche altre abitazioni della zona vennero abbandonate, sia per le minaccia da parte dei predoni anglosassoni, sia per le difficoltà economiche. La villa fu scoperta nel 1926 durante la costruzione delle fondamenta di un deposito: il sito venne completamente esplorato e i resti portati alla luce. Grazie all'interesse del proprietario del terreno e della pubblica amministrazione le vestigia vennero restaurate. Successivamente la villa venne ricostruita, soprattutto la cucina e il giardino, seguendo le indicazioni degli archeologi. Nel 2009 l'edificio venne totalmente restaurato, con la sostituzione del tetto e l'attivazione di un impianto di climatizzazione per evitare il proliferare di muffe sui mosaici pavimentali. La villa è dichiarata come scheduled monument.

## Descrizione
La villa di Newport fu costruita utilizzando pietra locale, in particolare gesso e pietra calcarea e focaia. La copertura era in pietra calcarea di Bembridge, sostenuta da travi in legno. I frammenti di vetro ritrovati durante gli scavi fanno supporre che fossero presenti delle finestre vetrate, mentre resti di intonaco dimostrano che le pareti erano adornate con affreschi dai colori vivaci. La casa possedeva anche tre ambienti termali con pavimento ipocausto: la fornace per la produzione del vapore era posta fuori dalla villa e azionata da uno schiavo. La pavimentazione conserva resti di mosaici.